# Truckee
Truckee é uma vila localizada no estado americano da Califórnia, no condado de Nevada. Foi incorporada em 23 de março de 1993.

## Geografia
De acordo com o United States Census Bureau, a vila tem uma área de 87,1 km², onde 83,7 km² estão cobertos por terra e 3,4 km² por água.

### Localidades na vizinhança
O diagrama seguinte representa as localidades num raio de 32 km ao redor de Truckee.

## Demografia
Segundo o censo nacional de 2010, a sua população é de 16 180 habitantes e sua densidade populacional é de 193,29 hab/km². É a localidade mais populosa do condado de Nevada. Possui 12 803 residências, que resulta em uma densidade de 152,95 residências/km².